# Pic la Selle
De Pic la Selle (ook Morne la Selle genoemd) is met 2680 meter de hoogste berg van Haïti en de op een na hoogste berg van het eiland Hispaniola (de Pico Duarte in de Dominicaanse Republiek is hoger). De berg ligt in het departement Ouest en maakt deel uit van het Massif de la Selle. Rondom de berg ligt het Nationaal park La Visite.